# Huber Matos
Huber Matos Benítez (Yara, 26 novembre 1918 – Miami, 27 febbraio 2014) è stato un guerrigliero, rivoluzionario e attivista cubano, occasionalmente anche scrittore. Inizialmente legato a Fidel Castro, Matos fu in seguito un oppositore del lìder máximo e dovette scontare venti anni di carcere, dopo i quali si trasferì negli Stati Uniti d'America.

## Biografia
Oppositore di Fulgencio Batista fin dal 1952 ed esponente del Movimento del 26 luglio, prese parte alla rivoluzione cubana ed in seguito venne nominato da Castro comandante dell'esercito nella provincia di Camagüey. Ostinatamente contrario all'influenza che il Partito Comunista di Cuba (PCC) cominciava ad avere nell'esecutivo, si dimise dal suo incarico e con una serie di scritti cominciò a criticare il nuovo governo. Inizialmente Castro rifiutò le sue dimissioni, ma esse si rivelarono irrevocabili. Intanto, cominciarono a crescere i sospetti su di lui: alcuni membri del PCC affermarono che Matos stesse preparando una controrivoluzione insieme a Tony Varona, Carlos Prío e Manuel Artime in collaborazione con la CIA di Frank Sturgis.
Venne arrestato nel 1959 durante una manifestazione in cui la gente gridava nei suoi confronti Paredón ("al muro", con riferimento alla fucilazione). Successivamente si tenne una riunione straordinaria in cui gli esponenti del governo decisero la sorte di Matos: Che Guevara e Raúl Castro propendevano per la pena di morte, ma Fidel optò per una pena più mite. Nel processo, che cominciò l'11 dicembre del 1959, Matos venne ritenuto colpevole di "tradimento e sedizione" e condannato a vent'anni di carcere, la maggior parte dei quali furono scontati nella Isla de la Juventud, dove Castro era stato imprigionato nel 1953.
Huber Matos uscì di prigione il 21 ottobre del 1979, e una volta tornato libero si trasferì dapprima in Costa Rica, dove si riunì alla moglie e ai figli che lì si erano trasferiti nel corso degli anni sessanta, e poi negli Stati Uniti, più precisamente a Miami, dove appoggiò i movimenti controrivoluzionari anticastristi. Ha scritto un libro di memorie intitolato Cómo llegó la noche ("Come venne la notte"), disponibile anche in francese e inglese ma che per ora non è stato tradotto in italiano.